# Alicularia grandistipula
Alicularia grandistipula là một loài rêu tản trong họ Jungermanniaceae. Loài này được (Stephani) Horik. miêu tả khoa học lần đầu tiên năm 1950.